# Lijst van burgemeesters van Vlist
Dit is een lijst van burgemeesters van de Nederlandse gemeente Vlist in de provincie Zuid-Holland.
Vlist ging in 2015 op in de nieuwe gemeente Krimpenerwaard.
| Ambtsperiode | Naam burgemeester                                    | Partij of stroming | Bijzonderheden |
| ------------ | ---------------------------------------------------- | ------------------ | -------------- |
| 18?? - 1837  | Gregorius Cornelis Penning                           |                    |                |
| 1837 - 1844? | Justus Joannes Hofstede                              |                    |                |
| 1844 - 1852  | C. Korevaar                                          |                    |                |
| 1852 - 1877  | Marcellus Bisdom van Vliet                           |                    |                |
| 1878 - 1881  | Johan Jacob le Fèvre de Montigny                     |                    |                |
| 1881 - 1892  | D.A. Dupper                                          |                    |                |
| 1892 - 1902  | mr. Jan Theodorus Constant Viruly                    |                    |                |
| 1902 - 1906  | mr. A.E. Schouten                                    |                    |                |
| 1907 - 1942  | Gustaaf Vincent Willem baron van Hemert tot Dingshof |                    |                |
| 1942 - 1961  | Leo (Leonardus Cornelis Adrianus) Lepelaars          | partijloos         |                |
| 1961 - 1970  | Jan Willem Wegstapel                                 | VVD                |                |
| 1970 - 1974  | Lolke (L.) Cnossen                                   | CHU                |                |
| 1975 - 1982  | Kees (C.M.) van der Linden                           | CHU / CDA          |                |
| 1982 - 1985  | J.H. Vijgeboom                                       | PvdA               | waarnemend     |
| 1985 - 1992  | Jan (J.R.) Andel                                     | CDA                |                |
| 1992 - 2003  | Bart (B.P.) Meinema                                  | CDA                |                |
| 2003         | Dick (D.W.) de Cloe                                  | PvdA               | waarnemend     |
| 2003 - 2005  | Bert Berghoef                                        | CDA                |                |
| 2005 - 2014  | Aaltina (A.Z.) Evenhuis-Meppelink                    | VVD                | waarnemend     |